# Забодаква
Забодаква (укр. Забодаква) — село, Бодаквянский сельский совет, Лохвицкий район, Полтавская область, Украина.
Код КОАТУУ — 5322681103. Население по данным 1982 года составляло 70 человек.
Село ликвидировано в 2009 году.

## Географическое положение
Село Забодаква находится на левом берегу реки Буйлов Яр, выше по течению на расстоянии в 2,5 км расположено село Дедов Яр, ниже по течению на расстоянии в 4,5 км расположено село Пласковщина.

## История
- 2009 — село ликвидировано[1].